# Aurora (Schiff, 1902)
Die Aurora war ein 1903 gebauter Minenleger, der im Ersten Weltkrieg zunächst als österreich-ungarische Basilisk diente, nach dem Krieg als Reparation in Frankreich den Namen Aurore erhielt und 1922 nach Rumänien verkauft wurde. Dort wurde sie als Aurora erst in der Marine, anschließend als ziviles Frachtschiff und im Zweiten Weltkrieg wieder als Minenleger genutzt. Im Juli 1941 versenkten sowjetische Bomber das Schiff.

## Bau und technische Daten
Das Schiff wurde am 1. Juli 1901 im damaligen Lussinpiccolo, dem heutigen Mali Lošinj in Kroatien, auf der Werft M.U. Martinolich für die österreichische Marine auf Kiel gelegt. Der Stapellauf fand am 28. November 1902 unter dem Namen SMS Basilisk statt, die Fertigstellung am 27. Dezember 1902 und damit die Auslieferung an die k.u.k.-Kriegsmarine.
Ihre Länge betrug 46,0 Meter über alles, sie war 7,9 Meter breit und wies einen Tiefgang von 1,5 Metern auf. Sie war mit 314 Tonnen vermessen, der Antrieb bestand aus einer Dreifach-Expansionsmaschine, deren Leistung 550 PS betrug. Diese wirkte auf eine Schraube, das Schiff erreichte eine Geschwindigkeit von 11,0 Knoten. Die Besatzung bestand aus 40 Mann. Als Bewaffnung trug sie im Ersten Weltkrieg zwei 47-mm-Geschütze und zwei 8-mm-Maschinengewehre sowie bis zu 145 Minen. Im Zweiten Weltkrieg bestand die Bewaffnung lediglich aus zwei 13,2-mm-Maschinengewehren und 40 Minen.

## Geschichte

### Österreichisch-UngarischeBasilisk
In der österreichischen Marine wurde die Basilisk am 21. Februar 1903 in Dienst gestellt und als Minentender verwendet. Im Ersten Weltkrieg nutzte die Marine das Schiff als Minenleger. Aufmerksamkeit erregte sie gleich zu Beginn des Krieges, als sie am 12. August 1914 Minenfelder vor den Brionischen Inseln verlegte und an diesem Tag das Passagierschiff Baron Gautsch in die eigenen Minensperren dampfte. Die Basilisk gab noch ein Warnsignal an die Baron Gautsch, das jedoch nicht bemerkt oder nicht verstanden wurden. Die Baron Gautsch sank auf der Minensperre. Im Verlauf des Ersten Weltkrieges nahm die Basilisk an weiteren Einsätzen in der Adria teil und legte unter anderem Minenfelder bei Kotor und Otranto.

### FranzösischeAurore
Nach Ende des Ersten Weltkrieges wurden die Schiffe der österreichischen Flotte als Kriegsbeute unter den alliierten Siegermächten aufgeteilt. 1920 wurde die Basilisk Frankreich zugesprochen, das den Minenleger abwracken sollte. Dazu kam es jedoch nicht. Das Schiff erhielt den Namen Aurore und wurde 1922 nach Rumänien verkauft.

### RumänischeAurora
Käufer des Schiffes in Rumänien war die königliche Marine, die das Schiff in Aurora umbenannte. Die nächsten fünf Jahre bis 1927 diente das Schiff wieder als Minenleger. Ein Jahr später verkauft die Marine die Aurora an die Reederei Societatea Romana Dunareana (SRD), die es als Frachtschiff auf der Donau einsetzte. 1937 wurde das Schiff in Galați noch einmal umgebaut.
Angesichts der sowjetischen Ansprüche auf Bessarabien erklärte Rumänien im März 1939 die Teilmobilmachung und mobilisierte die Aurora erneut. Sie wurde erneut zum Minenleger ausgerüstet und konnte 40 Minen aufnehmen. Dazu kam eine Bewaffnung von zwei 13,2-mm-Maschinengewehren. Das Schiff wurde Fregattenkapitän der Reserve Stan Baicu unterstellt. Nach dem sowjetischen Ultimatum vom 26. Juni 1940 an Rumänien, Bessarabien, die nördliche Bukowina und das Herza-Gebiet abzutreten, entschied die rumänische Marine, in der Donaumündung Minensperren zu legen und damit die sowjetische Marine fernzuhalten. Die erste Minensperre wurde vom 30. Juni bis zum 3. Juli 1940 in der Nähe von Sulina gelegt. Beteiligt waren neben der Aurora auch die Durostor. Eine weitere Minensperre bei Sulina folgte im Januar 1941, bei der das Minensuchboot Remus Lepri auf eigene Minen lief und sank.
Noch vor dem Kriegseintritt Rumäniens auf Seiten der Achsenmächte im Juni 1941 folgte ein weiterer Einsatz zusammen mit dem Minenleger Amiral Murgescu und dem Minenschiff Regele Carol I vom 16. bis 19. Juni 1941. Dabei legten die drei Schiffe zwischen Kap Midia an der türkisch-bulgarischen Grenze und Tuzla nahe der sowjetischen Grenze Defensiv-Minensperren entlang der Küste, um die eigene Schifffahrt vor Angriffen zu schützen. Die Effektivität dieser Sperren zeigte sich bald: Beim Vorstoß sowjetischer Kreuzer und Zerstörer auf Konstanza am 26. Juni geriet der Zerstörer Moskva in das Minenfeld und sank, der Kreuzer Woroschilow wurde beschädigt. Bis Ende des Jahres sanken zudem sechs sowjetische U-Boote auf diesen Minensperren. In der Zwischenzeit hatte Kapitän Titus Horodinca das Kommando über die Aurora übernommen. In der Nacht vom 27. auf 28. Juni 1941 nahm das Schiff an der nächsten Aktion teil, um die Mündung des Sulinakanals zu sperren. Am nächsten Tag wurde das Schiff von sowjetischen Bombern im Hafen von Sulina angegriffen und schwer beschädigt. Die Aurora wurde in die Werft von Ceamurlia gebracht und dort am 15. Juli 1941 bei einem Angriff von elf SB-Bombern von drei Bomben getroffen und endgültig zerstört.